# تاله (تونس)
تاله (به عربی: تالة) یک منطقهٔ مسکونی در تونس است که در استان قصرین واقع شده‌است. تاله ۱۸٬۲۳۰ نفر جمعیت دارد و ۱٬۰۱۷ متر بالاتر از سطح دریا واقع شده‌است.